# Orden Agostinho Neto
La Orden Agostinho Neto (en portugués: Ordem Agostinho Neto) es una condecoración de Angola.
Lleva su nombre en conmemoración de Agostinho Neto (1922-1979), líder independentista, primer presidente del país y hoy considerado héroe nacional en el país, aunque su gobierno fue controvertido y represivo. La condecoración fue la más alta de Angola, pero en 2004 una nueva ley la estableció en segundo lugar en el orden de precedencia. La Orden Agostinho Neto consta de un único grado y se concede a nacionales y extranjeros, particularmente jefes de Estado y de gobierno, líderes políticos y otras individualidades renombradas.
Entre los condecorados se encuentran: Nelson Mandela (1990), José Eduardo dos Santos (1991), Kenneth Kaunda (1992), Omar Bongo (1992), Aristides Pereira (1992), Denis Sassou-Nguesso (1992), Robert Mugabe (1992), Quett Masire (1992), Joaquim Chissano (1992), Manuel Pinto da Costa (1992), Fidel Castro (1992), Vladímir Putin (2019).